# Le Dernier Pardon
Le Dernier Pardon è un cortometraggio muto del 1913 diretto da Maurice Tourneur, qui in uno dei suoi primi film come regista.
Il soggetto del film è tratto da un testo della scrittrice francese Gyp.

## Produzione
Il film fu prodotto dalla Société Française des Films Éclair.

## Distribuzione
Uscì nelle sale cinematografiche francesi nel 1913.